# Blomstermåla
Blomstermåla – miejscowość (tätort) w Szwecji, w regionie administracyjnym (län) Kalmar, w gminie Mönsterås.
Według danych Szwedzkiego Urzędu Statystycznego liczba ludności wyniosła: 2380 (31 grudnia 2015), 2410 (31 grudnia 2018) i 2378 (31 grudnia 2019).